# N-甲基哌嗪
N-甲基哌嗪是一种杂环有机化合物，化学式为C5H12N2，它是有机合成中的常用砌块。例如，它可用于苯甲嗪、美克洛嗪和西地那非等药物的合成。它的锂盐可用于芳基醛的保护。

## 合成
N-甲基哌嗪在工业上可由二乙醇胺和甲胺在250 bar和200 °C的条件下反应制得。